# Canada Lee
Canada Lee, vlastním jménem Leonard Lionel Cornelius Canegata (3. března 1907 New York – 9. května 1952 New York), byl americký herec, profesionální boxer a občanský aktivista.

## Život
Narodil se ve čtvrti San Juan Hill v rodině přistěhovalce z karibského ostrova Saint Croix a vyrůstal v Harlemu. Byl talentovaným houslistou a navštěvoval hodiny hudby na Colored Music Settlement School. V mládí se živil jako žokej a od devatenácti let profesionálně boxoval ve velterové váze. Při jednom utkání mu pořadatelé zkomolili jméno Canegata Lee na Canada Lee, což pak přijal jako svůj sportovní i umělecký pseudonym. Uvádí se, že ve své kariéře vybojoval 78 utkání a vyhrál 38 z nich, z toho 15 knockoutem. Jedním z jeho soupeřů byl i mistr světa Jack Britton. S boxem Canada Lee skončil v roce 1933 po zranění sítnice.
Vystupoval jako hudebník v jazzových klubech a pak získal herecké angažmá ve Federal Theatre Project, který provozoval zájezdní divadla financovaná v rámci New Dealu. Od roku 1936 hrál na Broadwayi Banqua v inscenaci Macbetha, kterou režíroval Orson Welles. Největší úspěch měl v hlavní roli dramatu Richarda Wrighta Rodný syn, účinkoval také ve hře Anna Lucasta Philipa Yordana a ve hře  South Pacific v režii Lee Strasberga. Podílel se také na vystoupeních pro armádu v rámci United Service Organizations.
V roce 1945 hrál Kalibána v představení Shakespearovy Bouře, které uvedla Margaret Websterová v newyorském Alvin Theatre. Choreografii vytvořil George Balanchine a jako Stefano a Trinkulo zde účinkovali Jan Werich a Jiří Voskovec. Jako Daniel de Bosola ve Websterově Vévodkyni z Amalfi byl Canada Lee prvním afroamerickým hercem v roli bělocha. V roce 1946 se také stal prvním černošským divadelním producentem, když v Cort Theatre uvedl inscenaci Na Whitman Avenue Maxine Woodové. 
Alfred Hitchcock ho obsadil do válečného dramatu Záchranný člun, byl také partnerem Sidneyho Poitiera ve filmu Zoltana Kordy Cry, the Beloved Country natočeném podle předlohy Alana Patona. Namluvil komentář k dokumentárním filmům Henry Browne, Farmer a The Roosevelt Story. Hrál George Washingtona Carvera v televizním seriálu American Inventory. Vystupoval v rozhlasovém pořadu o historii You Are There. 
Jeho občanské postoje zásadně ovlivnil lékař, myslitel a bojovník za občanská práva Herman Jack Geiger. Canada Lee se angažoval v National Association for the Advancement of Colored People a stejně jako jeho přátelé Langston Hughes a Paul Robeson veřejně vystupoval proti rasové a sociální diskriminaci v USA. Počátkem padesátých let proto jeho aktivity vyšetřoval Výbor pro neamerickou činnost.
Canada Lee zemřel na selhání ledvin ve věku 45 let. Herectví se věnovali také jeho bratr William Canegata a syn Carl Lee.

## Filmografie
- 1939 Keep Punching
- 1944 Záchranný člun
- 1947 Tělem a duší
- 1949 Lost Boundaries
- 1952 Cry, the Beloved Country